# Sandra Idossou
Sandra Idossou est une militante écologiste béninoise engagée dans la protection de l’environnement et la valorisation de l’artisanat local. Elle se fait connaître par sa campagne « Sachet Héélou » qui lutte contre l’usage des sachets plastiques au Bénin. Elle préside l’association « Engagement et action sociale » et dirige la galerie « Kouleurs d’Afrik ».

## Biographie

### Carrière
Sandra Idossou est consultante en qualité des services.  Au travers de son cabinet crée au Rwanda, elle assiste les institutions publiques et privés dans l'amélioration de la qualité de leur service. 
En 2020, après l’échec de son entreprise The Service Mag au Bénin, elle revient pleinement à sa passion pour la culture, l’art et l’artisanat africain. Le 8 octobre 2020, elle ouvre Kouleurs d’Afrik, une galerie mettant en valeur des produits fabriqués au Bénin et ailleurs en Afrique.   

### Engagements sociaux
Sandra Idossou est engagée dans les questions environnementales et de santé publique. À travers sa campagne « #Sachet Héélou », elle mène une lutte contre l’utilisation des sachets plastiques. Elle commence par lancer une pétition appelant les autorités à adopter en urgence une loi interdisant ces sachets, récoltant plus de 6 500 signatures. Elle organise également, dans les écoles, sur internet et dans les lieux publics, des actions de sensibilisation sur les dangers du plastique, les enjeux environnementaux et l’importance d’adopter des comportements responsables.   
Des années après l’adoption de la loi interdisant les sachets plastiques au Bénin, Sandra Idossou souligne que le pays ne progresse pas suffisamment dans la protection de l’environnement face à ce problème.  

« Comme beaucoup d’associations, nous nous étions dit qu’en six mois, les sachets plastiques pourraient effectivement disparaître de la circulation. Malheureusement,  presque deux ans après, nous n’avons pas beaucoup avancé. Tout simplement parce que toutes les dispositions prévues par la loi n’ont pas été mises en application. Par exemple, elle prévoit la répression pour les commerçants, les détenteurs et les distributeurs. Cette répression n’a pas été mise en place. Une loi ne peut porter que si, derrière, sa mise en application est bien définie. Les commerçants qui avaient six mois pour arrêter l’importation, continuent d’en importer. »

— Sandra Idossou
Sandra Idossou est également une défenseuse du «#Consommons Local».  Elle fait la promotion des produits artisanaux fabriqués au Bénin et en Afrique à travers sa galerie «Kouleurs d'Afrik» .   

« Nos artisans ont un savoir-faire ancestral. Malheureusement et petit-à-petit, ils perdent parce que nous ne les consommons pas assez. Donc, nous voulons célébrer leur travail et pousser les Béninois à consommer les produits de nos artisans »

— Sandra Idossou, A propos de Kouleurs d'Afrik
Elle fait également la promotion des artisans du Bénin qui tentent d’amener la population béninoise à consommer les produits locaux.
En 2019, Sandra Idossou lance une collecte de fonds pour la construction d’une école dans le village d’Otcha, près de Dassa-Zoumé. En 2021, dans ce même village et à l’occasion de la Conférence de Glasgow sur les changements climatiques, elle organise une campagne où cent écoliers plantent chacun un arbre en son nom. Pendant la crise sanitaire, elle met en place la campagne « Paniers solidaires » pour distribuer des produits alimentaires aux personnes vulnérables.
Elle est également présidente de l’association Engagement et Action Sociale (EAS). Dans le cadre de la Journée internationale du cancer de l’enfant, l’association organise en février 2022, en partenariat avec le ministère des Affaires sociales et de la Microfinance, un événement éco-running intitulé « Zéro sachets sur nos artères ». L’initiative consiste à mobiliser la population pour une marche visant à ramasser les déchets plastiques et à sensibiliser aux enjeux environnementaux. 

## Distinctions
- Certificat de reconnaissance « en guise de reconnaissance et d’admiration envers ce modèle d’éco-citoyenneté et de femme active », ministre du cadre de vie et du développement durable du Bénin, 2018[17].

### Note
- (fr) Cet article est partiellement ou en totalité issu de l’article de Wikipédia en français intitulé « Sandra Idossou » (voir la liste des auteurs).